# HMS Norfolk (1930)

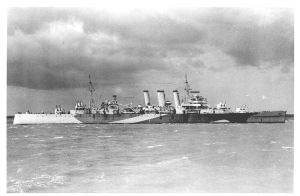
De HMS Norfolk in 1941

HMS Norfolk was een zware Britse kruiser van de Kent-klasse die bekend is geworden door haar deelname aan de jacht op het Duitse slagschip Bismarck tijdens de Tweede Wereldoorlog.
Op 30 juli 1924 werd HMS Suffolk, het zusterschip van HMS Kent te water gelaten op de marinewerf van Chatman in Gillingham. Na haar indienststelling vertrok ze naar China. Vanwege de dreiging van de Tweede Wereldoorlog keerde ze in Oktober 1939 terug naar Engeland. Samen met een andere zware kruiser,  HMS Suffolk, patrouilleerde HMS Norfolk in de zeestraat tussen IJsland en Groenland om de konvooien te begeleiden die Engeland moesten bevoorraden.
Op 17 april 1940 werd het schip tijdens een aanval bij Stavanger in Noorwegen getroffen. Ze moest worden gesleept naar de Britse marinebasis in Scapa Flow. Ze was tot februari 1941 buiten gevecht gesteld.
In maart 1941 vreesde men dat het Duitse slagschip Bismarck zou uitbreken naar de Atlantische Oceaan en een bedreiging zou vormen voor de geallieerde konvooien. HMS Suffolk ging samen met HMS Norfolk onder leiding van schout-bij-nacht Frederic Wake-Walker op weg naar de Straat van Denemarken om te patrouilleren. Op 23 mei 1941 doemde het Duitse slagschip, vergezeld van de zware Duitse Kruiser Prinz Eugen op uit de mist. De Bismarck loste enkele schoten op HMS Norfolk. De Britse kruiser moest zich onder dekking van een rookgordijn terugtrekken.
Na de Zeeslag in de Straat Denemarken, bleven HMS Norfolk en HMS Suffolk de twee Duitse oorlogsbodems schaduwen. HMS Norfolk was getuige van de ondergang van de Bismarck op 27 mei 1941.
Vanaf 1942 begeleidde HMS Norfolk Moermansk-konvooien en patrouileerde ze in de Noord-Atlantische Oceaan.
Op 26 december 1943 stond HMS Norfolk onder bevel van admiraal Bruce Fraser. De kruiser maakte deel uit van een eskader dat samen met het Britse slagschip Duke of York en de kruisers Belfast en Sheffield betrokken was bij de Zeeslag bij de Noordkaap waarbij het Duitse slagschip Scharnhorst tot zinken werd gebracht.
In april 1943 vertrok HMS Norfolk naar het Verre Oosten en nam ze deel aan de herovering van verschillende eilanden in de Stille Zuidzee en in Nederlands-Indië. In mei 1946 werd het schip opgelegd en op 25 maart 1948 uit dienst gesteld en vervolgens gesloopt.